# 유럽 연합의 대외 관계
유럽 연합의 대외 관계는 27개 회원국으로 구성되어 있는 유럽 연합의 대외 관계이다. 외교 정책은 주로 유럽 연합 대외행동부에서 관리한다.

## 정책과 집행
유럽 연합(EU)의 대외 관계는 유럽 이사회가 결정하는 공동 외교 안보 정책과 유럽 집행위원회가 처리하는 경제 무역 협상을 통해 이루어진다. 국방 분야 협력은 공동 안보방위정책 내에서 이루어지며, 유럽 방위청과 집행위원회가 방위산업우주국(DG DEFIS)을 통해서도 이루어진다.
- 유럽 연합 외교 문제·안보 정책 고위대표: 카야 칼라스 (2024년~현재)

## 외교사
EU의 전신인 유럽석탄철강공동체(ECSC) 고위당국은 비EU 국가들이 벨기에 브뤼셀에 있는 자국 공관을 공동체에 공인하기 시작한 지 3년 후인 1955년, 영국 런던에 첫 공관을 개설하였다. 처음부터 ECSC의 노력을 열렬히 지지해 온 미국의 딘 애치슨 국무장관은 해리 S. 트루먼 대통령 명의로 프랑스 외교관 장 모네에게 ECSC에 대한 미국의 완전한 외교적 인정을 확인하는 전문을 보냈다. 그 후 얼마 지나지 않아 ECSC 주재 미국 대사가 공인되었다.
리스본 조약에 명시된 유럽 대외행동부 설립 과정의 일환으로, 2010년 새해 첫날에 모든 기존 유럽위원회 대표단의 명칭이 유럽연합 대표단으로 변경되었고, 동월 말까지 54개 공관이 일반 대표단보다 더 큰 권한을 행사하는 대사관 유형으로 전환되었다. 개편된 첫 번째 대표단은 미국 워싱턴 D.C. 주재 대표단이었다. 현재 유럽 대외행동부는 EU의 외무부 역할을 맡고 있다.

## 대외 관계

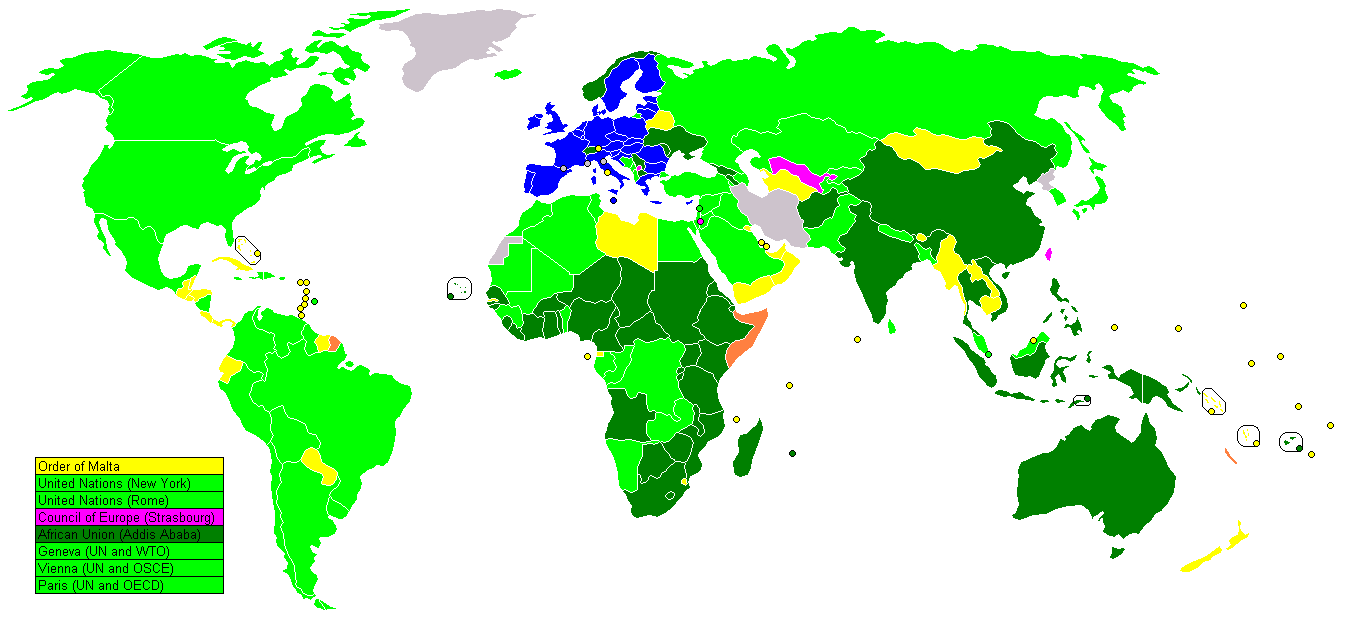
유럽연합의 전 세계 외교 공관
유럽연합 회원국 및 영국
유럽연합 대표단 (리스본 임무 전면 수행)
유럽 위원회 대표단 업무만 수행
비상주 대표단
비외교 사무소
비외교·비상주 대표단
없음

EU는 일반적으로 유럽 연합 회원국 수도와 다자기구가 주재하는 도시에만 대표단을 파견한다. EU 회원국은 공통 EU 대표부 외에도 자체 외교 사절단을 두고 있으며, 제3국 대표부와 사무소 외에도 유럽 위원회는 각 회원국에 대표부를 두고 있다. EU 대표부가 리스본 조약에 따른 모든 책임을 다하지 않은 경우, EU 순회 의장국을 맡고 있는 해당 국가의 대사관이 CFSP를 대표하는 역할을 하며, EU(이전에는 집행위원회) 대표부는 집행위원회를 대표한다.
EU 회원국 중 앤티가 바부다, 바하마, 바베이도스(EU 대표부), 벨리즈(EU 사무소), 부탄(덴마크 연락 사무소), 도미니카, 감비아(EU 사무소), 그레나다, 가이아나(EU 대표부), 키리바시, 라이베리아(EU 대표부), 리히텐슈타인, 몰디브, 마셜 제도, 미크로네시아, 나우루, 팔라우, 세인트키츠 네비스, 세인트빈센트 그레나딘, 사모아(EU 사무소), 소말리아, 솔로몬 제도, 스와질란드(EU 사무소), 통가, 투발루, 몰타 기사단과 미승인국가인 사하라 아랍 민주 공화국 및 대만에 대사관을 두고 있는 국가는 없다. 유럽 위원회 또한 괄호 안에 언급된 형태의 공관을 제외하고 이들 대부분에 대표부나 사무소를 두고 있지 않다.

### 대한민국
대한민국과 EU는 2011년 말까지 잠정적으로 적용될 자유무역협정(FTA)에 서명하는 등 주요 무역 관계를 갖고 있다. 유럽의회 한국 관계 대표단은 한국 대표단과 논의하기 위해 연 2회 한국을 방문하고 있으며, 주기적으로 한·EU 정상회담이 개최되고 있다. 가장 최근에 개최된 회담은 2023 한·EU 정상회담이다.
한국은 주벨기에·유럽 연합 대한민국 대사관 겸 주북대서양 조약 기구 대한민국 대표부를, EU는 주한 유럽 연합 대표부를 두고 있다.